# .bu
.bu је био претходни највиши Интернет домен државних кодова (ccTLD) за Бурму. Када је држава преименована у Мјанмар 1989. године, .mm је усвојен.